# Montigny-le-Bretonneux
Montigny-le-Bretonneux é uma comuna francesa, situada no departamento de Yvelines na região de Île-de-France. Está localizada na "vila nova" de Saint-Quentin-en-Yvelines, da qual é a comuna central e mais populosa.

## Geografia
Montigny le Bretonneux, a sexta cidade do departamento de Yvelines, tem 36.000 habitantes. Está idealmente situada no coração de Yvelines, na forma de um triângulo formado ao sul pela Vallée de Chevreuse e pelo maciço forasteiro de Rambouillet ao sul, e as cidades de Versailles e Saint-Germain-en-Laye ao norte.

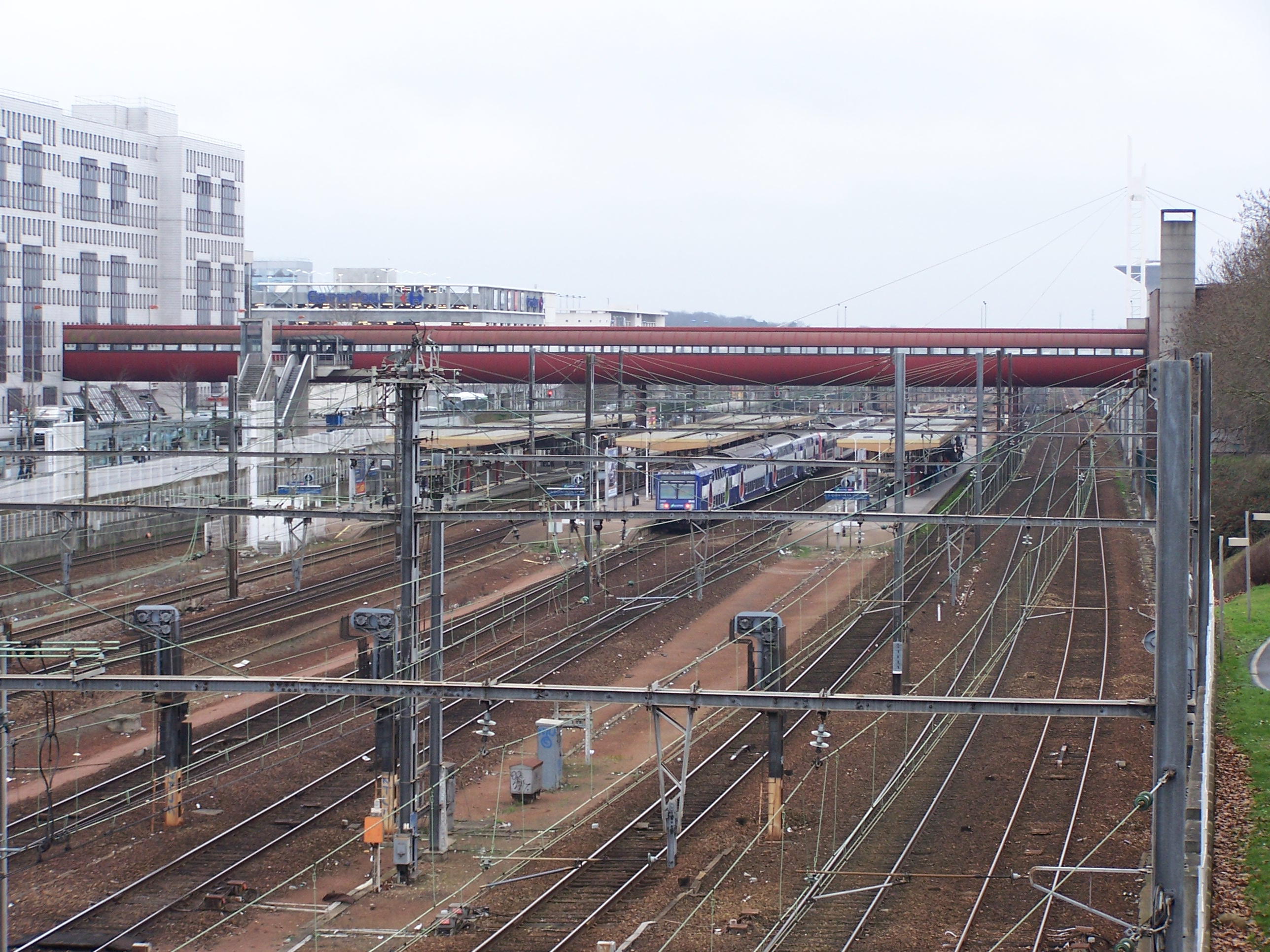
A Estação de Saint-Quentin-en-Yvelines - Montigny-le-Bretonneux.

A cidade é acessível pela Linha RER C na Estação de Saint-Quentin-en-Yvelines - Montigny-le-Bretonneux.

## História
Montigny-le-Bretonneux há muito tem sido uma pequena vila na região parisiense.
Antes da revolução, a vila fez parte do domínio do parque do Palácio de Versalhes. A avenue des Quatre Pavés du Roy deve seu nome a quatro blocos marcados com uma flor-de-lis delimitando o domínio real. Estas pedras são encontradas no logotipo atual do município.
A cidade foi incluída no âmbito da Ville nouvelle de Saint-Quentin-en-Yvelines, quando foi criada nos anos 1970.
Em 2008, Montigny-le-Bretonneux tinha 33,993 habitantes.

## Geminação
- Kierspe,  Alemanha
- Lunca,  Roménia
- Denton,  Inglaterra
- Wicklow,  Irlanda
- San Fernando,  Espanha
- Marostica,  Itália
- São Bernardo do Campo,  Brasil